# PL/M
PL/M (англ. Programming Language for Microcomputers) — процедурный язык программирования, разработанный в 1972 фирмой Digital Research для микропроцессоров Intel.
Язык заимствовал идеи из PL/I, ALGOL, XPL и имел интегрированный макропроцессор. Компиляторы PL/M существовали для ранних моделей процессоров Intel: 8008, 8080, 8051, 8086, 286, 386 и Intel 80486.
В СССР язык был адаптирован под названием ПЛ/М-80 и использовался в ОС ДОС 1800 для микро-ЭВМ СМ 1800, версия для процессора 8086 под названием ПЛ/М-86 входила в состав набора операционных систем для микро-ЭВМ СМ 1810.

## Синтаксис

### Ключевые слова
ADDRESS, AND, BASED, BY, BYTE, CALL, CASE, DATA, DECLARE, DISABLE, DO, ELSE, ENABLE, END, EOF, GOTO, GO, HALT, IF, INITIAL, INTERRUPT, LABEL, LITERALLY, MINUS, MOD, NOT, PLUS, PROCEDURE, RETURN, OR, THEN, TO, WHILE, XOR

### Идентификаторы
Регистронезависимы. Должны быть от 1 до 31 символа в длину, начинаться только с буквы и могут содержать цифры. Отличительная особенность — знак доллара в идентификаторе игнорируется компилятором и служит для удобства записи: GET$$PROG$$NAME и GETPROGNAME — идентичны.

### Типы данных
Числовые переменные могут быть двух типов: BYTE и ADDRESS.
| Имя     | Разрядность | Диапазон данных |
| BYTE    | 8           | 0-255           |
| ADDRESS | 16          | 0-65535         |

Константы могут быть числовыми (в PL/M 80 — только целыми) и строковыми. Числовые константы в разных системах счисления записываются с определенным суффиксом. Примеры:
- двоичные: 11001B.
- восьмеричные: 31O или 31Q
- десятичные: 25D (суффикс необязателен)
- шестнадцатеричные: 019H префикс 0 обязателен, чтобы не спутать с идентификатором.

Строковая константа заключается в одинарные кавычки, если в строке нужна кавычка, ее следует продублировать. Каждый символ представлен в 7-битной кодировке ASCII.
Строка длиной 1 символ интерпретируется как BYTE а длиной в 2 символа как ADDRESS. Для строк большей длины нужно использовать оператор . (dot operator). В таком случае длина строки ограничена 255 символами.

## Пример
```
FIND
:
 
PROCEDURE
(
PA
,
PB
)
 
BYTE
;

    
DECLARE
 
(
PA
,
PB
)
 
BYTE
;

    
/* FIND THE STRING IN SCRATCH STARTING AT PA AND ENDING AT PB */

    
DECLARE
 
J
 
ADDRESS
,

        
(
K
,
 
MATCH
)
 
BYTE
;

    
J
 
=
 
BACK
 
;

    
MATCH
 
=
 
FALSE
;

        
DO
 
WHILE
 
NOT
 
MATCH
 
AND
 
(
MAXM
 
>
 
J
)
;

        
LAST
,
J
 
=
 
J
 
+
 
1
;
 
/* START SCAN AT J */

        
K
 
=
 
PA
 
;
 
/* ATTEMPT STRING MATCH AT K */

            
DO
 
WHILE
 
SCRATCH
(
K
)
 
=
 
MEMORY
(
LAST
)
 
AND

                
NOT
 
(
MATCH
 
:=
 
K
 
=
 
PB
)
;

            
/* MATCHED ONE MORE CHARACTER */

            
K
 
=
 
K
 
+
 
1
;
 
LAST
 
=
 
LAST
 
+
 
1
;

            
END
;

        
END
;

    
IF
 
MATCH
 
THEN
 
/* MOVE STORAGE */

        
DO
;
 
LAST
 
=
 
LAST
 
-
 
1
;
 
CALL
 
MOVER
;

        
END
;

    
RETURN
 
MATCH
;

    
END
 
FIND
;

```

### На русском
- Система программного обеспечения СМ 1800. Описание языка ПЛ/М. — Москва: ИНЭУМ, 1980.
- Шаньгин В. Ф., Поддубная Л. М. Программирование на языке ПЛ/М. — Москва: Высшая школа, 1991 (ISBN 5-06-001789-3)
- Гребенников Л. К., Летник Л. А. Программирование микропроцессорных систем на языке ПЛ/М. — Москва: Финансы и статистика, 1996

### На английском
- Intel Corporation (1976). PL/M-80 Programming Manual. Doc # 98-268B.
- McCracken, Daniel D. (1978). A Guide to PL/M Programming for Microcomputer Applications. Pearson Addison-Wesley.